# 키시모토 유메노
키시모토 유메노(일본어: 岸本ゆめの 기시모토 유메노[*], 2000년 4월 1일~)는 일본의 여성 아이돌 그룹 전 츠바키팩토리의 멤버이다.

## 작품

### 착신 싱글
- BE (2023년 11월 7일)
- BLUEMOON BLUES (2024년 4월 1일)
- ユーアーアイ (2024년 5월 1일)
- 心にSUNNY (2024년 6월 1일)
- 真夜中の鍵 (2024년 7월 1일)
- xabón (2024년 9월 1일)
- イチ、ミマン (2024년 10월 1일)
- り：すたーと (2024년 11월 1일)
- しあわせはっぴぃ (2024년 12월 1일)
- Delete (2025년 1월 1일)
- まだ熱のある君は (2025년 2월 1일)
- ずっと、星。(2025년 3월 1일)
- 静電気パチリ (2025년 4월 1일)

콜라보레이션
- 恋する!さかなヘン / 야지마 마이미, 나카지마 사키, 다카기 사유키 (Juice=Juice), 오카다 마리나 (LoVendoЯ), 키시모토 유메노 (츠바키팩토리) (2019년 3월 30일, 업프런트 워크스)
- ラ・タ・タ 〜すべてはフィーリング〜 feat.堂島孝平＆岸本ゆめの / 마츠모토 세이야 (2024년 7월 10일)

## 출연

### 콘서트 · 라이브
- M-line Special 2021 ~Make a Wish!~ (2021년 8월 15일, NHK 오사카 홀, 2회 공연 · 9월 26일, Zepp Osaka Bayside, 2회 공연) - 게스트로서 출연.
- 츠바키팩토리 콘서트 투어 2024 봄「C'mon Everybody !」니이누마 키소라 졸업 스페셜 ~Ready Go! Now!~ (2024년 6월 10일, 일본 무도관) - 게스트로서 출연.
- Hello! Project 연수생 발표회 2024 9월「두견」(2024년 9월 1일[1] · 8일, Zepp Namba · DiverCity) - 게스트로서 출연.

## 서적

### 사진집
- 1st 솔로 사진집「ユメノアト」(2022년 7월 7일, 와니북스) ISBN 978-4-908643-77-4

### 잡지 연재
- OVERTURE「& KISHIMOTO」(2019년 9월 27일 ~ 2020년 3월 26일, 도쿠마쇼텐)

## 소속 유닛
- 츠바키팩토리 (2015년 ~ 2023년)